# Зулцбах на Мајни
Зулцбах на Мајни (њем. Sulzbach am Main) град је у њемачкој савезној држави Баварска. Једно је од 32 општинска средишта округа Милтенберг. Према процјени из 2010. у граду је живјело 6.947 становника. Посједује регионалну шифру (AGS) 9676160.

## Географски и демографски подаци
Зулцбах на Мајни се налази у савезној држави Баварска у округу Милтенберг. Град се налази на надморској висини од 123 метра. Површина општине износи 19,9 km². У самом граду је, према процјени из 2010. године, живјело 6.947 становника. Просјечна густина становништва износи 349 становника/km².

## Међународна сарадња
| Мјесто | Држава    | Врста сарадње | Од    |
| ------ | --------- | ------------- | ----- |
|        | Француска | партнерство   | 1980. |
| Извор  |           |               |       |